# تشارلز كي. برينغل
تشارلز كي. برينغل هو محامي وسياسي أمريكي، ولد في 1931. نشط حزبياً في الحزب الجمهوري. وقد انتخب عضو مجلس نواب مسيسيبي ‏.